# Vito Bonsignore
Vito Bonsignore (ur. 3 lipca 1943 w Bronte) – włoski polityk, były poseł i działacz chadecji, eurodeputowany VI i VII kadencji.

## Życiorys
Ukończył studia z zakresu handlu i ekonomii. Pracował przez lata w przedsiębiorstwach drogowych, dochodząc do stanowisk dyrektora generalnego Spółki Autostrady Turyn-Aleksandria-Piacenza.
Działał też w Chrześcijańskiej Demokracji. W latach 70. był radnym Venaria Reale. Został później członkiem zarządu krajowego DC. Od 1987 do 1996 zasiadał w Izbie Deputowanych jako poseł X i XI kadencji. W latach 1992–1993 w rządzie Giuliana Amato pełnił funkcję podsekretarza stanu w ministerstwie budżetu i planowania gospodarczego.
Jego polityczną karierę przerwała afera łapówkarska z połowy lat 90. (tzw. Tangentopoli). W jednym z procesów został skazany na karę dwóch lat pozbawienia wolności za próbę korupcji w związku z budową szpitala w Asti. Jego nazwisko pojawiło się też w wyjaśnieniach tymczasowo aresztowanego prezesa firmy budowlanej Italstat, Alberta Zamoraniego, który twierdził, że Vito Bonsignore jako wiceminister miał przyjąć od niego 250 mln lirów łapówki (ukrytych w pudełku po czekoladkach).
W 2004 powrócił do polityki, uzyskując mandat posła do Parlamentu Europejskiego z listy Unii Chrześcijańskich Demokratów i Centrum. W PE został wiceprzewodniczącym grupy Europejskiej Partii Ludowej i Europejskich Demokratów, członkiem Komisji Spraw Zagranicznych i wiceprzewodniczącym Delegacji do spraw stosunków ze Stanami Zjednoczonymi.
W 2008 opowiedział się za kontynuowaniem współpracy UDC z innymi ugrupowaniami skupionymi wokół Silvia Berlusconiego. Gdy władze jego ugrupowania odrzuciły tę koncepcję, Vito Bonsignore wraz z m.in. Carlem Giovanardim powołali nową partię pod nazwą Liberalni Ludowcy, która przystąpiła do Ludu Wolności. W 2009 po raz kolejny został europosłem, zasiadał w PE do 2014. W 2013 przystąpił do partii Nowa Centroprawica.